# ヨゼフ・ブルクネル
ヨゼフ・ブルクネル（Josef Brukner、1932年2月15日 - 2015年1月14日）は、チェコの著作家、翻訳家、脚本家。ピーセクに生まれ、プラハで死去した。

## 経歴
1951年にアビトゥーア（大学入学資格）を得て、プラハ芸術アカデミー映像学部で作劇法を学び、1957年に卒業した。同年、児童文学を扱う国営出版社に入り、編集者となった。1972年にはチェコスロバキア作家出版の編集者となり、1992年からは、雑誌『Mateřídouška』（雑誌名は植物の「タイム」＝イブキジャコウソウ属を意味する）の編集長となった。

## 作品
彼は、日常的なことをうたった詩を多く共作し、雑誌『Květen』（「5月」の意）に発表するとともに、ヨゼフ・ラダの作品について様々な文章や詩作を著した。自らの著作のほか、ポーランド語、ドイツ語、フランス語からの翻訳にも取り組んだ。また、フラーニャ・シュラーメクやヤロスラフ・ブルフリツキーといった作家たちの著作集の編集にもあたった。
ズデネック・ミレルが絵を描く「もぐらくん」絵本シリーズの一部のテキストも手がけており、『もぐらくん、ぼうけんだいすき』、『もぐらくん、おはよう』が木村有子により日本語に翻訳されている。